# 2011
- Wikisource

| Calendário gregoriano                                                        | 2011 MMXI                           |
| Ab urbe condita                                                              | 2764                                |
| Calendário arménio                                                           | 1461 – 1462                         |
| Calendário bahá'í                                                            | 167 – 168                           |
| Calendário budista                                                           | 2555                                |
| Calendário chinês                                                            | 4707 – 4708 Início a 3 de fevereiro |
| Calendário copta                                                             | 1727 – 1728                         |
| Calendário etíope                                                            | 2003 – 2004                         |
| Calendários hindus - Vikram Samvat - Calendário nacional indiano - Cáli Iuga | 2066 – 2067 1932 – 1933 5111 – 5112 |
| Calendário Holoceno                                                          | 12011                               |
| Calendário islâmico                                                          | 1432 – 1433                         |
| Calendário judaico                                                           | 5771 – 5772 Início a 29 de setembro |
| Calendário persa                                                             | 1389 – 1390 Início a 21 de março    |
| Calendário rúnico                                                            | 2261                                |
| Calendário solar tailandês                                                   | 2554                                |

2011 (MMXI, na numeração romana) foi um ano comum do século XXI que começou num sábado, segundo o calendário gregoriano. A sua letra dominical foi B. A terça-feira de Carnaval ocorreu a 8 de março e o domingo de Páscoa a 24 de abril. Segundo o horóscopo chinês, foi o ano do Coelho, começando a 3 de fevereiro.

| Evento                                                   | Data            | Hora  |
| -------------------------------------------------------- | --------------- | ----- |
| Aquário                                                  | 20 de janeiro   | 10:19 |
| Peixes                                                   | 19 de fevereiro | 00:26 |
| primavera no hemisfério norte e outono no hemisfério sul |                 |       |
| Carneiro/equinócio                                       | 20 de março     | 23:21 |
| Touro                                                    | 20 de abril     | 10:18 |
| Gémeos                                                   | 21 de maio      | 09:22 |
| verão no hemisfério norte e inverno no hemisfério Sul    |                 |       |
| Caranguejo/solstício                                     | 21 de junho     | 17:17 |
| Leão                                                     | 23 de julho     | 04:12 |
| Virgem                                                   | 23 de agosto    | 11:21 |
| Outono no Hemisfério Norte e Primavera no Hemisfério Sul |                 |       |
| Balança/equinócio                                        | 23 de setembro  | 09:05 |
| Escorpião                                                | 23 de outubro   | 18:31 |
| Sagitário                                                | 22 de novembro  | 16:08 |
| inverno no hemisfério norte e verão no hemisfério sul    |                 |       |
| Capricórnio/solstício                                    | 22 de dezembro  | 05:31 |

| UTC: Portugal Continental, Madeira, Guiné-Bissau e São Tomé e Príncipe Subtrair (-): 1 h nos Açores e Cabo Verde 2 h nas Ilhas oceânicas brasileiras 3 h em Brasília, em Goiás, na Amazônia Oriental Brasileira e no nordeste, sudeste e sul brasileiros 4 h na Amazônia Ocidental Brasileira, Mato Grosso e Mato Grosso do Sul 5 h no Acre e sudoeste do Amazonas Adicionar (+): 1 h em Angola e Guiné Equatorial 2 h em Moçambique 8 h em Macau 9 h em Timor-Leste. |
| Adicionar uma hora durante a vigência do horário de verão: Portugal Continental : De 27 de março a 30 de outubro de 2011 |

| Ano completo                   |
| ------------------------------ |
| Ano comum com início ao sábado |

As Nações Unidas designam 2011 como o Ano Internacional das Florestas e o Ano Internacional da Química.
Foi marcado pelas manifestações nos países árabes, o casamento do Príncipe William e princesa Kate, a crise econômica e o fim da Guerra do Iraque. No Brasil, os principais acontecimentos foram a posse de Dilma Rousseff, o Massacre de Realengo e a proposta de divisão do Pará.
As mortes mais relevantes foram a de Osama Bin Laden, Amy Winehouse, Steve Jobs, Nate Dogg, Muammar al-Gaddafi. No Brasil, Itamar Franco, Sócrates e José Alencar. No desporto, o grande destaque ficou por conta dos Jogos Pan-Americanos no México. Também houve algumas eleições pelo mundo.
Os grandes desastres em 2011 foram nas chuvas da região serrana do Rio de Janeiro e no sul de Minas Gerais e os terremotos no Japão.
O ano de 2011 também ficou marcado pela ocorrência de uma grave crise econômica mundial, que ocasionou queda no Produto Interno Bruto de diversas nações, afetando sobretudo os países do continente europeu. Quedas nas principais bolsas de valores do mundo foram registradas de maneira frequente.
Veja abaixo, dividido por meses os grandes acontecimentos no mundo.

## Temáticos
- Mortos
- Desastres
- Esporte
- Eleições
- Cinema
- Música
- Televisão

## Eventos

### Janeiro
- 1 de janeiro

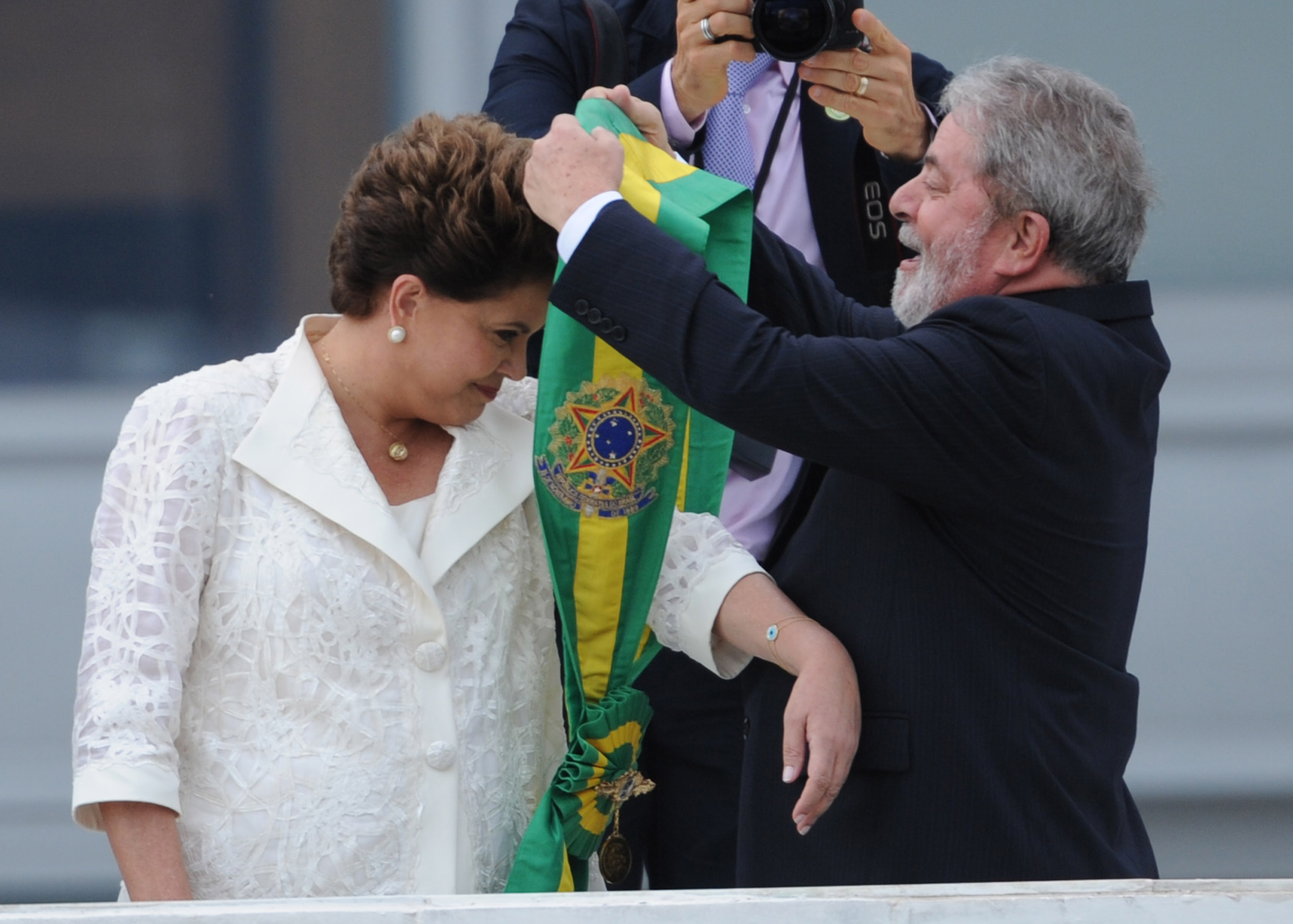
Posse de Dilma Rousseff em Brasília.

  - Fim do mandato de Luiz Inácio Lula da Silva como presidente do Brasil e início do mandato de Dilma Rousseff, primeira mulher a chegar à presidência do Brasil.[2]
  - Entram em domínio público em Portugal e no Brasil as obras de Selma Lagerlöf; Walter Benjamin; F. Scott Fitzgerald.[3]
  - Início da presidência húngara do Conselho da União Europeia.[4]
  - A Estônia adota o Euro como moeda oficial.[5]
  - Portugal, juntamente com a Alemanha tornam-se membros não permanentes do Conselho de Segurança das Nações Unidas, para o biénio de 2011-2012.[6]
  - Terremoto de magnitude 6,9 na escala de magnitude de momento atinge a Argentina.[7]
  - Atentado contra igreja copta no Egito deixa 21 mortos e 43 feridos.[8]
- 2 de janeiro
  - Conjunção entre Júpiter e Urano.
  - Terremoto de magnitude 6,5 na escala de magnitude de momento atinge o Chile.[9]
- 3 de janeiro
  - Terramoto de magnitude 7,1 na escala de magnitude de momento, atinge o Chile.[10]
  - Terremoto de magnitude 5,7 na escala de magnitude de momento, atinge a Indonésia.[11]
- 4 de janeiro
  - Eclipse solar parcial visível na maior parte da Europa, na Península Arábica, no Norte de África e na Ásia ocidental.
- 9 de janeiro
  - Referendo sobre a independência do Sudão do Sul
- 12 de janeiro
  - Chuvas na Região Serrana do Rio de janeiro deixam mais de 900 mortos.[12]
- 14 de janeiro
  - Zine El Abidine Ben Ali renuncia à presidência da Tunísia.[13]
- 15 de janeiro
  - Décimo aniversário da Wikipédia.[14]
- 19 de janeiro
  - Terremoto de magnitude 7,2 na escala de magnitude de momento atinge o sudoeste do Paquistão, não houve vítimas.[15]
- 23 de janeiro
  - Eleições presidenciais em Portugal, tendo sido reeleito Aníbal Cavaco Silva para um segundo mandato.[16][17][18]
- 25 de janeiro
  - Iniciaram-se os protestos no Egito.

### Fevereiro
- 3 de fevereiro
  - Ocorre um blecaute no nordeste do Brasil, atingindo oito dos nove estados desta região deste país.
- 4 de fevereiro
  - Uma falha no sistema da hidrelétrica Luiz Gonzaga causou um blecaute de energia em 8 estados do nordeste brasileiro.[19]
  - Protocolo IPv4 se esgota e será substituído pelo IPv6 que é capaz de gerar 340 decilhões de combinações.[20]
- 6 de fevereiro
  - Futebol americano — O Green Bay Packers conquista o tetracampeonato no Super Bowl XLV contra o Pittsburg Steelers.
- 7 de fevereiro
  - Incêndio de causas desconhecidas ocorreu na cidade do samba e resultou na destruição de barracões da Portela, União da Ilha e Grande Rio. A LIESA decidiu que nenhuma escola seria rebaixada no desfile deste ano.
- 11 de fevereiro
  - Hosni Mubarak renuncia à presidência do Egito.[21]
- 13 de fevereiro
  - 53º edição do Grammy Awards.[22]
  - Iniciaram-se os Protestos árabes, com revoltas populares para a saída dos presidentes há muitas décadas no poder.
- 22 de fevereiro
  - Um terremoto de magnitude 6,3 na escala de magnitude de momento atinge a cidade de Christchurch ao sul da Nova Zelândia.[23]
- 27 de fevereiro
  - O Discurso do Rei é o filme vencedor do Oscar 2011 na categoria Melhor filme.[24]

### Março
- 2 de março
  - Apple Inc. lança o iPad 2, a segunda geração de seu tablet.[25]
- 8 de março
  - 10 pessoas morreram e 110 ficaram feridas durante conflitos religiosos entre muçulmanos e cristãos coptas no Egito.[26]
  - Em São Paulo, a Vai-Vai conquista seu 14° título, tendo a Acadêmicos do Tucuruvi como vice-campeã.[27]
- 9 de março
  - Após apuração polêmica, a Beija-Flor de Nilópolis se consagra campeã do carnaval, tendo a Unidos da Tijuca como vice-campeã.[28]
- 11 de março
  - Terremoto de magnitude 9,0 na escala de magnitude de momento atinge a costa nordeste do Japão, causando muita destruição. Após o sismo, ocorreu um tsunami que invadiu o seu litoral com ondas gigantes. Oficialmente há mais de 10 000 mortos, milhares de desaparecidos e desabrigados. Um dos reatores da usina nuclear de Fukushima explodiu, provocando vazamento radioativo. Dois outros reatores estão com problemas, e outras 2 usinas nucleares apresentaram falhas: Onagawa e Tokai.[29][30]
- 15 de março
  - Morre aos 41 anos de idade, o rapper Nate Dogg.
- 18 de março
  - A sonda MESSENGER chega à órbita de Mercúrio.[31]
  - A sonda New Horizons cruza a órbita de Urano, depois de uma viagem de 5 anos. Esta é a chegada mais rápida ao planeta, já que a Voyager 2 levou oito anos.[32]
- 19 de março
  - Depois de 18 anos, a Lua chega em seu perigeu (superlua), seu ponto mais próximo da Terra, fenômeno aconteceu pela última vez em março de 1993.[33][34][35]
- 21 de março
  - Começou o XV recenseamento geral da população de Portugal.
- 23 de março
  - O Primeiro-ministro português José Sócrates demite-se do seu cargo depois de o PEC4 ser chumbado na Assembleia da República.[36]

### Abril
- 7 de abril
  - Terremoto de magnitude 7,1 na escala de magnitude de momento atinge o Japão.
  - Terremoto de magnitude 6,5 na escala de magnitude de momento atinge o México.
  - Assassinato em massa em escola municipal do Rio de janeiro, perpetrado por um ex-aluno, resulta na morte de 12 adolescentes. Episódio ficou conhecido como Massacre de Realengo.
  - O Governo de Portugal pede ajuda externa ao FMI.
- 9 de abril
  - Terremoto de magnitude 6,1 na escala de magnitude de momento atinge a ilha de Kyushu no Japão.

- 11 de abril

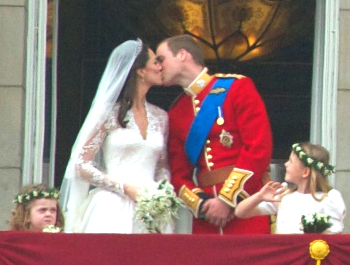
Príncipe Willian e Kate se beijando após o casamento real.

  - Atentado a bomba em um metrô na cidade de Minsk, Bielorrússia mata 12 pessoas e deixa 204 feridos.
  - O ex-presidente da Costa do Marfim, Laurent Gbagbo, é preso em sua casa em Abidjan por partidários do presidente eleito, as forças de Alassane Ouattara com o apoio das forças francesas, assim, pondo fim à crise e a guerra civil no país.
- 19 de abril — Fidel Castro se afasta do Comitê Central do Partido Comunista de Cuba após 45 anos no cargo.
- 29 de abril
  - Casamento real do Príncipe William e Catherine Middleton.

### Maio
- 1 de maio

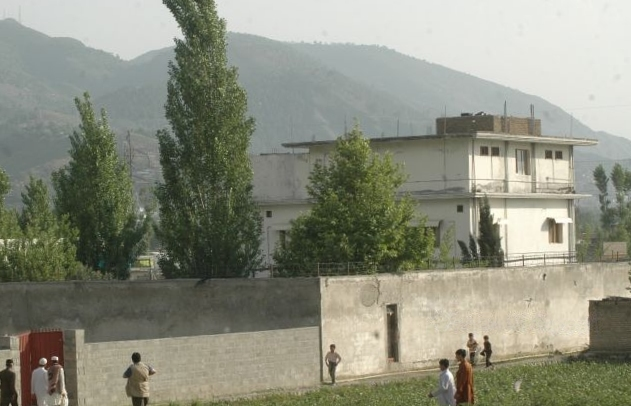
Casa onde se escondia e foi morto Osama bin Laden no dia 2 de maio (1 de maio pelo horário de Washington) durante uma operação realizada por membros americanos da SEAL Team Six.

  - Papa João Paulo II é beatificado no Vaticano.
  - Osama bin Laden, fundador e líder da Al-Qaeda, é morto por militares norte-americanos na cidade de Abbottabad, no Paquistão.
  - Foi encontrada a 1.ª caixa preta do Voo 447
- 2 de maio
  - Foi encontrada a 2.ª caixa preta do Voo 447
- 5 de maio
  - Supremo Tribunal Federal reconhece, por unanimidade, os direitos dos casais gays no Brasil e é permitida a união estável entre homossexuais.
- 10 de maio
  - Última missão do Space Shutlle Endeavour com acoplagem na ISS para instalar o espectrômetro Alfa para pesquisar a Matéria Negra do espaço.
  - Microsoft compra o Skype de grupo de investidores por US$ 8,5 bilhões.[37]
- 11 de maio
  - Um terremoto de 5,3 graus na escala de magnitude de momento atinge o sul da Espanha.
- 12 de maio
  - John Demjanjuk é condenado por tribunal alemão pelo envolvimento na morte de mais de 28 mil judeus na Alemanha Nazista.
  - Começam os protestos por melhorias na educação no Chile.
- 14 de maio
  - Dominique Strauss-Kahn, presidente do Fundo Monetário Internacional, é detido em Nova Iorque por acusação de ataque sexual a uma empregada do hotel onde se encontrava.
- 21 de maio
  - O vulcão Grímsvötn entra em erupção na Islândia, debaixo da maior geleira do país.[38]
- 26 de maio
  - Ratko Mladić, autor do Massacre de Srebrenica, é preso na Sérvia.

### Junho
- 1 de junho
  - Eclipse solar parcial no Ártico.[39]
- 2 de junho
  - Eduardo Souto de Moura recebe o prémio Pritzker em Washington, D.C.[40]
- 4 de junho
  - Vulcão chileno Puyehue entra em erupção. Cinzas chegaram à cidade argentina de Bariloche.[41]
  - Invasão do quartel central do Cbmerj pelo Bope e prisão de 439 militares que reivindicavam reajuste salarial para a corporação.
- 5 de junho
  - Eleições legislativas em Portugal.[42]
  - Revolta Árabe: O presidente do Iêmen, Ali Abdullah Saleh viaja à Arábia Saudita para tratamento médico devido a um ataque ao palácio presidencial e transfere o poder ao seu Vice-Presidente, Abd al-Rab Mansur al-Hadi.[43]
  - Ollanta Humala conquista a presidência do Peru.[44]
- 7 de junho
  - O ministro-chefe da casa civil brasileira, Antonio Palloci, renuncia a seu cargo após vários escândalos de corrupção.[45]
  - Ocorreu a maior erupção solar já registrada pela NASA. Especialistas disseram que essa radiação não afetaria o planeta.[46]
- 8 de junho
  - Inicia-se a greve dos professores da rede estadual de Minas Gerais, que durará 112 dias.
- 12 de junho
  - O primeiro-ministro turco Recep Tayyip Erdoğan é reeleito para um terceiro mandato.[47]
  - Revolta Árabe: Milhares de sírios fogem para a Turquia, enquanto as tropas sírias cercam a cidade de Jisr ash-Shugur.
- 15 de junho
  - Eclipse lunar total, visível principalmente na África, Índia, e Oriente Médio.[48]
- 21 de junho
  - Toma posse o XIX Governo Constitucional de Portugal.[49]
- 24 de junho
  - A Croácia entra na União Europeia.[50]
- 26 de junho
  - Início da VI Copa do Mundo de Futebol Feminino na Alemanha.[51]

### Julho
- 1 de julho
  - Inicia a Copa América de Futebol na Argentina.[52]
  - Inicia a presidência da Polónia na União Europeia.[53]
  - Eclipse solar parcial ao largo da costa da Antártida.
- 2 de julho
  - Casamento do príncipe Albert de Mônaco com Charlene Wittstock.[54]
- 6 de julho
  - É decidida a cidade-sede dos Jogos Olímpicos de Inverno de 2018 pelo Comitê Olímpico Internacional em Durban, na África do Sul. A cidade escolhida foi PyeongChang, Coreia do Sul.[55]
- 9 de julho
  - O Sudão do Sul declara a independência face à República do Sudão, tornando-se na 54.ª nação africana.[56]
- 10 de julho
  - Inicia-se a 14.ª Gymnaestrada Mundial em Lausanne, Suíça, com 55 países dos 5 continentes (incluindo Brasil e Portugal).[57]
- 11 de julho
  - Inaugurada a Centralidade do Quilamba, bairro-sede do município de Belas, em Angola.
- 13 de julho
  - Um avião LET L-410, da NOAR Linhas Aéreas cai no Recife, minutos após decolar do Aeroporto dos Guararapes, matando as 16 pessoas a bordo.[58]
- 22 de julho
  - Dois atentados na Noruega (Tiroteio em Utøya e explosão em Oslo) causam pelo menos 93 mortos e mais de 90 feridos.[59]
- 30 de julho
  - Após meses de negociações, o Congresso dos Estados Unidos aprova o aumento do limite de dívida para evitar uma moratória.[60]

### Agosto
- 11 de agosto
  - Implementação do SIGA2 na FGV
- 19 de agosto
  - Ativista indiano Anna Hazare inicia sua greve de fome como forma de protesto contra a corrupção no governo da Índia.[61]
- 15 a 21 de agosto
  - A XXVI Jornada Mundial da Juventude é realizada em Madrid, Espanha.
  - Milhares de pessoas protestam em Madrid contra uso de dinheiro público em visita do Papa Bento XVI.[62]
- 23 de agosto
  - A agência de classificação de risco Moody's rebaixa a qualificação da dívida do Japão de AA3 para AA2.[63]
  - Terremoto de 5,9 na escala de magnitude de momento atingiu a costa leste do Estados Unidos com epicentro registrado no estado da Virgínia, não houve vítimas.[64] Devido ao terremoto, Monumento a Washington sofreu danos e foi fechado para averiguações.[65]
  - Acusações contra Dominique Strauss-Kahn são arquivadas.[66]
- 24 de agosto
  - Steve Jobs deixa presidência da Apple Inc.[67]
  - Terremoto de 7,0 na escala de magnitude de momento atinge o Peru.[68]
  - Protestos pela educação no Chile têm 348 presos, 36 feridos e 1 morto.
  - O ex-banqueiro e dono do extinto Banco Marka Salvatore Alberto Cacciola teve liberdade condicional concedida após ter sido condenado a 13 anos de prisão por crimes contra o sistema financeiro do Brasil em 1999.
  - Fortaleza de Muammar al-Gaddafi em Trípoli, capital da Líbia, é tomada por rebeldes.[69]
- 27 de agosto
  - Bonde de Santa Teresa no Rio de janeiro tomba e deixa 6 mortos.[70]
- 28 de agosto
  - Anna Hazare encerra sua greve de fome depois de 12 dias após conseguir acordo com governo da Índia.[71]

### Setembro
- 2 de setembro
  - Terremoto de 6,4 na escala de magnitude de momento atinge a cidade Santiago del Estero na Argentina.[72]
- 3 de setembro
  - Dominique Strauss-Kahn retorna à França após denúncias de assédio sexual terem sido arquivadas.[73]
- 6 de setembro
  - Carol Bartz é demitida do cargo de CEO do Yahoo!.[74]
  - Avião com 9 passageiros cai na Amazônia boliviana deixando apenas um sobrevivente achado 60 horas depois.[75]
- 7 de setembro
  - Senados da Itália e da Espanha aprovam pacote de medidas para controlar orçamento nacional de ambos os países devido a crise na zona do euro.[76]
  - Na Rússia, avião caiu pouco depois da decolagem no aeroporto de Yaroslavl, matando 44 pessoas e entre as vítimas, a equipe de hóquei do Lokomotiv Yaroslavl.[77]
  - Na Índia, um atendado a bomba no prédio da Suprema Corte de Nova Délhi deixa 11 mortos e 76 feridos.[78]
  - Atriz Reese Witherspoon é atropelada por um carro na cidade de Santa Mônica (Califórnia), mas sobrevive sem ferimentos graves.[79]
- 8 de setembro
  - A Somália assina acordo para realizar eleições dentro de um ano para agilizar transição governamental.[80]
  - Tempestade tropical Lee atinge costa leste dos Estados Unidos provocando inundações e 3 mortes.[81]
  - Terremoto de magnitude 4,2 na escala de magnitude de momento tinge a Holanda. Epicentro foi a 48 km ao sul de Apeldoorn e a 96 km a sudeste de Amsterdã.[82]
  - No Chile, ocorrem novos protestos por melhoria no sistema educacional.[83]
  - Nos Estados Unidos, blecaute atinge estados do Arizona, Califórnia e o norte do México, deixando 2 milhões de pessoas sem energia elétrica.[84]
  - Devido às altas taxas de desemprego, o presidente Barack Obama apresenta plano para criação de empregos.[85]
- 9 de setembro
  - Terremoto de magnitude 6,7 na escala de magnitude de momento atinge a ilha de Vancouver, Canadá.[86]
  - Astrônomos descobrem planeta que não pode ser visto da Terra devido à formação de seu sistema solar de origem; o planeta recebeu o nome de Kepler-19c.[87]
  - Interpol emite mandado de prisão para o ex-presidente da Líbia, Muammar al-Gaddafi, por crimes contra a humanidade.[88]
  - Temporada de chuvas com maior duração já registrada deixa 37 cidades em estado de emergência no estado de Santa Catarina no brasil.[89]
  - Manifestantes egípcios invadem embaixada de Israel no Cairo e, devido à invasão, embaixador israelense deixa o país.[90]
  - Nike lança edição limitada do modelo de tênis usado pelo personagem Marty McFly, que foi interpretado pelo ator Michael J. Fox no filme De Volta Para o Futuro 2 de 1989.[91]
  - Começa a 7ª Copa do Mundo de Rugby masculino na Nova Zelândia.[92]
  - Lançamento do Sony Vegas pro 11.0 da Sony
- 10 de setembro
  - Balsa com 500 passageiros afunda perto da ilha de zanzibar na Tanzânia e deixa 163 mortos.[93]
  - Nasa lança 2 satélites idênticos para estudar a Lua.[94]
  - Em Brasília, uma cápsula usada para transportar material radioativo foi encontrada em área residencial. Segundo a CNEN não houve risco de contaminação.[95]
  - Rede social Facebook ultrapassa o Orkut, rede social do Google, em número de usuários registrados no Brasil.[96]
  - Pacote suspeito foi achado em portão de embarque no Aeroporto de Dulles em Washington causando a evacuação completa do local, após exame, autoridades declararam que o objeto era inofensivo.[97]
- 11 de setembro
  - Nos Estados Unidos, é inaugurado o Memorial do 11 de setembro, em honra às vítimas dos Ataques ao World Trade Center e ao Pentágono, que completara 10 anos.
  - Bouzaid Dorda, chefe de espionagem durante o regime do ex-presidente Muammar al-Gaddafi, é preso por rebeldes líbios em Tripoli na Líbia.[98]
  - Forças de segurança egípcias invadem sede da rede de TV Al Jazeera no Egito.[99]
  - Devido à crise econômica na Grécia, o Euro atinge a menor cotação frente ao Iene desde sua criação há 10 anos.[100]
- 12 de setembro
  - Na Guatemala, Otto Pérez venceu o 1° turno das eleições presidenciais, mas não alcançou maioria necessária para evitar um segundo turno.[101]
  - Leila Lopes, Miss Angola, é eleita Miss Universo 2011 durante a 60ª edição do evento realizado em São Paulo, Brasil.[102]
  - No Quênia, um incêndio provocado por uma explosão em posto de gasolina deixa 100 mortos.[103]
  - Na França, explosão em central de reciclagem de material nuclear deixa 1 morto. Segundo a agência de segurança nuclear, não haveria risco de vazamento.[104]
  - Novak Djokovic vence o US Open 2011 de tênis.[105]
  - FMI libera empréstimo de 3,4 bilhões de dólares a Portugal devido à crise econômica na zona do euro.[106]
  - Astrônomos europeus anunciam a descoberta de 50 novos planetas. Um dos planetas, batizado de HD 85512b, pode conter água em estado líquido.[107]
- 13 de setembro
  - Microsoft apresenta a nova versão de seu sistema operacional, o Windows 8, que terá suporte para computadores e tablets.[108]
  - Na Argentina, colisão entre trens e ônibus deixa 11 mortos e mais de 160 feridos.[109]
  - Ataques do movimento fundamentalista talibã à embaixada dos Estados Unidos e ao quartel general da OTAN em Cabul no Afeganistão deixa 6 mortos e 20 feridos.[110]
  - Na Índia, enchentes deixam 16 mortos e mais de 100 mil desabrigados.[111]
- 14 de setembro
  - Na Índia, colisão entre trens deixa 7 mortos e 85 feridos.[111]
  - Avião militar cai em Huambo na Angola e deixa 30 mortos e 6 feridos.[112]
- 15 de setembro
  - Terremoto de magnitude 7,2 na escala de magnitude de momento atinge região das Ilhas Fiji.[113]
  - Terremoto de magnitude 6,0 na escala de magnitude de momento atinge a ilha de Cuba.[114]
  - Missão Kepler da NASA descobre planeta que orbita ao redor de duas estrelas.[115]
  - Helle Thorning-Schmidt se tornou a 1° mulher a assumir o cargo de primeiro-ministro na Dinamarca.[116]
  - Na Argentina, nova colisão entre trem, ônibus e caminhão deixa 90 feridos.[117]
- 16 de setembro
  - Conselho de Transição Nacional é reconhecido pela ONU como novo governo da Líbia.[118]
- 17 de setembro
  - Começam os protestos do movimento intitulado Occupy Wall Street.
- 18 de setembro
  - Sismo de magnitude 6,8 na escala de magnitude de momento atinge a Índia, o Butão, o Tibete e o Nepal e deixa 89 mortos e centenas de feridos.[119]
  - Suicídio de Jamey Rodemeyer
- 19 de setembro
  - Agência de classificação de risco Standard & Poor's rebaixa qualificação da dívida da Itália de A+ para A.[120]
  - Terremotos de magnitude 4,8 e 5,8 na escala de magnitude de momento atingem a Guatemala e deixa 3 mortos.[121]
- 20 de setembro
  - Na Alemanha, trem sofre descarrilhamento e deixa 50 feridos.[122]
- 21 de setembro
  - O Tufão Roke atinge o Japão e a região da Usina Nuclear de Fukushima, atingida por um tsunami em março.[123]
  - Dilma Rousseff, presidente do Brasil, se torna a 1.ª mulher a fazer o discurso de abertura da assembleia-geral da ONU.[124]
- 22 de setembro
  - No Brasil, em uma escola da cidade de São Caetano do Sul, na região do ABC paulista, o estudante David Mota Nogueira de 10 anos, atira na professora Rosileide Queiros de Oliveira e em seguida se mata com um tiro na cabeça.[125]
  - Michael Sata é eleito o quinto presidente da Zâmbia.[126]
  - Cientistas do CERN dizem ter observado neutrinos (uma partícula subatômica) viajando mais rápido que a luz.[127]
- 23 de setembro
  - Começa a 4.ª edição do Rock In Rio do Rio de janeiro.[128]
- 24 de setembro
  - Na Alemanha, homem disparou arma de ar comprimido contra seguranças durante uma missa realizada pelo Papa Bento XVI.[129]
  - Satélite UARS, desativado por falta de combustível, caiu na terra atingindo o oceano pacífico próximo a ilha da Samoa Americana apôs 20 anos analisando a camada de ozônio.[130]
- 25 de setembro
  - No Nepal, avião cai matando todos os 19 passageiros.[131]
  - Terremoto de magnitude 5,0 na escala de magnitude de momento atinge o Japão.[132]
  - Na Indonésia, ataque suicida em igreja deixou 17 feridos.[133]
  - Na Líbia, são encontrados os restos mortais de 1 270 detentos que foram mortos por tropas de Muammar al-Gaddafi em junho de 1996. O evento ficou conhecido como Massacre da Prisão de Abu Salim.[134]
  - Realizou-se a última corrida de touros na Catalunha na Praça Monumental de Barcelona.[135]
- 27 de setembro
  - Terremoto de magnitude 3,4 na escala de magnitude de momento atinge a ilha de El Hierro totalizando 8 mil tremores em 2 meses causando a evacuação da ilha.[136]
- 28 de setembro
  - Na China, colisão de trens deixa 271 feridos.[137]
  - Amazon anuncia nova versão de seu tablet, o Kindle Fire.[138]
- 29 de setembro
  - Na Venezuela, colisão entre três trens deixa 1 morto e 30 feridos.[139]
  - A China lança o 1° módulo de sua futura estação espacial.[140]

### Outubro
- 2 de outubro
  - A Espanha estabeleceu relações diplomáticas com Kiribati, tendo agora relações diplomáticas com todos os outros 192 Estados-membros das ONU.[141]
- 4 de outubro
  - Apple lança o iPhone 4S, quinta geração de seu smartphone.[142]
- 5 de outubro
  - Steve Jobs morre após 6 semanas de afastamento da Apple.
  - Primeira temporada de American Horror Story da FX Estreia nos Estados Unidos.
- 6 de outubro
  - Terremoto de magnitude 6,2 na escala de magnitude de momento atinge o norte da Argentina.[143]
- 8 de outubro
  - Sismo de magnitude 6,0 na escala de magnitude de momento atinge a ilha de Tonga.[144]
- 9 de outubro
  - A Região Autónoma da Madeira têm eleições legislativas regionais.[145]
- 10 de outubro
  - Terremoto de magnitude 5,6 na escala de magnitude de momento atinge a região de Fukushima no Japão.[146]
- 13 de outubro
  - Lançamento da versão "11.10 Oneiric Ocelot" do sistema operacional Ubuntu.[147]
  - Avião Dash 8 da Airlines cai na Papua-Nova Guiné, deixando 28 mortos nessa tragédia.[148]
- 14 de outubro
  - Terremoto de magnitude 6,8 na escala de magnitude de momento atinge a Papua-Nova Guiné.[149]
- 14 a 30 de outubro
  - São realizados os Jogos Pan-americanos de 2011, em Guadalajara, México.[150]
- 16 de outubro
  - Cometa Elenin atinge a menor distância em relação à Terra.[151]
  - O automobilista britânico Dan Wheldon, campeão da Indianapolis 500, morre em acidente durante a prova situada em Las Vegas. O acidente ocorreu na 11° volta, envolvendo 15 carros.[152]
- 19 de outubro
  - Começa a retirada das tropas francesas do Afeganistão.[153]
- 20 de outubro
  - Muammar al-Gaddafi, ex-ditador da Líbia que governou por 42 anos, é capturado e morto por forças rebeldes e da OTAN.[154]
  - Terremoto de magnitude 3,9 na escala de magnitude de momento atinge São Francisco, Califórnia.[155]
  - A ETA, grupo separatista e terrorista que quer a independência da região do País Basco na Espanha anuncia fim da luta armada após 52 anos.[156]
- 23 de outubro
  - Satélite alemão ROSAT lançado em 1990 cai na terra.[157]
  - A Tunísia realiza eleições para formar assembleia constituinte após 9 meses da revolução que derrubou o ex-presidente Zine El Abidine Ben Ali a 23 anos no poder.[158]
  - A Argentina realiza eleições presidenciais com Cristina Kirchner sendo reeleita para seu 2° mandato com mais de 50% dos votos.[159]
  - Terremoto de magnitude 7,2 na escala de magnitude de momento atinge a Turquia.[160]
- 27 de outubro
  - Na Tunísia, partido islâmico Ennahda vence as eleições para assembleia constituinte com 41,47% dos votos.[161]
- 28 de outubro
  - Terremoto de magnitude 6,9 na escala de magnitude de momento atinge o Peru.[162]
- 30 de outubro
  - Terremoto de magnitude 6,0 na escala de magnitude de momento atinge o Chile.[163]
- 31 de outubro
  - De acordo com a ONU, o mundo passou a ter 7 bilhões de habitantes.[164]

### Novembro
- 2 de novembro
  - Terremoto de magnitude 4,0 na escala de magnitude de momento atinge a ilha espanhola El Hierro.[165]
- 6 de novembro
  - Gelson Domingos da Silva, cinegrafista da TV Bandeirantes foi assassinado por traficantes durante reportagem na favela de Antares, em Santa Cruz, na Zona Oeste do Rio de janeiro.[166]
  - Otto Pérez vence o segundo turno das eleições para a presidência da Guatemala.[167]
  - Daniel Ortega é reeleito presidente da Nicarágua.[168]
  - Sismo de magnitude 5,6 na escala de magnitude de momento atinge o estado de Oklahoma, nos Estados Unidos, sem deixar vítimas.[169]

- 7 de novembro

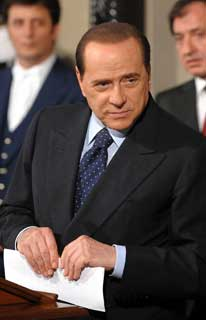
Silvio Berlusconi.

  - Conrad Murray, médico pessoal de Michael Jackson, é declarado culpado pela morte do cantor.[170]
- 8 de novembro
  - O Asteroide 2005 YU55 passa perto da Terra.[171]
  - Sismo de magnitude 6,8 na escala de magnitude de momento atinge o Japão.[172]
  - As obras da 1° etapa do gasoduto Nord Stream que liga Rússia à Alemanha são concluídas.[173]
- 9 de novembro
  - Terremoto de magnitude 5,6 na escala de magnitude de momento atinge a Turquia.[174]
- 10 de novembro
  - O traficante Antônio Bonfim Lopes também conhecido como "Nem", um dos mais procurados do Rio de janeiro, é preso pela polícia militar durante operação na favela da Rocinha.[175]
- 12 de novembro
  - Silvio Berlusconi, primeiro-ministro italiano, renuncia após governar por 3 mandatos não consecutivos ao perder apoio no parlamento devido à crise econômica na União Europeia.[176]
- 13 de novembro
  - Uma operação militar sem conflitos na favela da Rocinha, que é considerada a maior da América Latina, realizada por forças de segurança em conjunto torna a comunidade a 19° pacificada da cidade do Rio de janeiro.[177]
  - Na Ossétia do Sul, são realizadas as primeiras eleições presidenciais desde o reconhecimento de sua independência pela Rússia após a guerra entre Moscou e Tbilisi em 2008.[178]
- 16 de novembro
  - Terremoto de magnitude 5,7 na escala de magnitude de momento atinge o Equador.[179]
- 19 de novembro
  - Saif al-Islam, filho do ex-ditador líbio Muammar al-Kadhafi, é capturado no sul da Líbia.[180]
- 20 de novembro
  - Mariano Rajoy vence as eleições parlamentares e assume o cargo de primeiro-ministro na Espanha.[181]
- 21 de novembro
  - No Egito, após confrontos nas ruas, o gabinete interino de ministros se demite.[182]
  - Hamadi Jbeli assume o cargo de primeiro-ministro na Tunísia.[183]
- 22 de novembro
  - Terremoto de magnitude 6,2 na escala de magnitude de momento atinge a Bolívia sem causar danos.[184]
- 23 de novembro
  - No Brasil, após o vazamento de 3 mil barris de petróleo da zona do pré-sal na Bacia de Campos no Rio de janeiro, a companhia petrolífera Chevron é multada em R$ 78 milhões e proibida de continuar suas atividades.[185]
  - Ali Abdullah Saleh, presidente do Iêmen, renuncia após 30 anos no poder devido aos 10 meses de protestos e transfere o poder ao seu vice Abdrabuh Mansur Hadi.[186]
- 25 de novembro
- 26 de novembro
  - A NASA lançou o Mars Science Laboratory, a missão tem como objetivo estudar a existência de vida em Marte no passado e presente e irá durar 2 anos terrestres.[187]
- 27 de novembro
  - Eclipse solar parcial ocorre na Antártida.[188]
  - No Marrocos, partido islâmico PJD vence eleições parlamentares.[189]
  - Na Colômbia, o sargento Luís Alberto Erazo sequestrado em 1999, consegue escapar do cativeiro das Farc.[190]
- 28 de novembro
  - No Egito, ocorrem as primeiras eleições desde a queda do ex-ditador Hosni Mubarak.[191]
- 29 de novembro
  - Conrad Murray é condenado a 4 anos de prisão pela morte do cantor Michael Jackson em junho de 2009.[192]

### Dezembro
- 3 de dezembro
  - Astrônomos descobrem 18 novos planetas fora do Sistema Solar.[193]
  - Devido a escassez de chuvas na Alemanha, o nível do rio Reno na cidade de Koblenz baixa e revela uma bomba da Segunda Guerra Mundial, causando a evacuação de 45 mil pessoas a seu redor.[194]
  - Herman Cain, pré-candidato pelo partido republicano á presidência dos Estados Unidos, desiste de sua candidatura após denúncias de assédio sexual feitas por mulheres conhecidas do candidato.[195]
- 4 de dezembro
  - Carlos Lupi, ministro do trabalho se demite após 1 mês de denúncias de propina, acúmulo de cargos públicos entre outras coisas, tornou-se o sexto ministro a deixar o cargo no primeiro ano de governo da presidente Dilma Rousseff.[196]
- 7 de dezembro
  - Michele Zagaria, líder do clâ Casalesi, é preso na Itália após ser encontrado em um bunker subterrâneo em sua cidade natal Casapesenna. Michele estava foragido a 16 anos e era um dos mais procurados.[197]
  - Al-Saadi al-Gaddafi, filho do ex-ditador Muammar al-Kadhafi, é preso ao tentar entrar no México.[198]

- 10 de dezembro

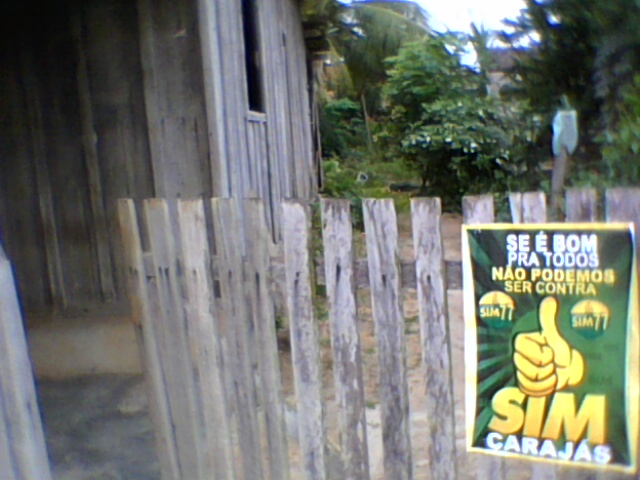
Imagem de uma vila no Interior do Pará, com um cartaz incentivando à divisão do estado, que foi negada.

  - Nas Filipinas, avião bimotor cai sobre escola e deixa 13 mortos e 20 feridos.[199]
  - Eclipse lunar total, visível principalmente na Ásia, Austrália e Alasca.[200]
  - Salomón Lerner Ghitis renuncia do cargo de premier do peru.[201]
- 11 de dezembro
  - Termina o COP 17 em Durban na África do Sul com a criação de um novo acordo para redução de emissões de gases estufa até 2015 e a renovação do Protocolo de Kyoto até 2017.[202]
  - Terremoto de magnitude 6,5 na escala de magnitude de momento atinge a região de Guerrero no México.[203]
  - Em votação histórica, população do estado do Pará vota e decide não dividir o estado em 3 estados:Pará, Carajás e Tapajós sendo 66,8% e 66,3% dos votos contra a criação de cada estado respectivamente.[204]
- 13 de dezembro
  - Na Bélgica, Nordine Amrani de 33 anos, dispara tiros com um rifle e lança granadas em um praça no centro da cidade de Liège deixando ele e mais 4 pessoas mortas e 123 feridas.[205]
- 14 de dezembro
  - Terremoto de magnitude 7,3 na escala de magnitude de momento atinge a Papua-Nova Guiné.[206]
- 15 de dezembro
  - Governo dos Estados Unidos declara o fim da guerra do Iraque após 9 anos de atuação militar no país.[207]
  - No Egito é realizada a segunda fase das eleições legislativas.[208]
- 18 de dezembro
  - Último comboio com tropas americanas deixa o Iraque.[209]
- 19 de dezembro
  - Na Coreia do Norte, Kim Jong-Il morre de causas naturais após governar o país por 17 anos.[210]
- 23 de dezembro
  - Sismo de magnitude 5,8 na escala de magnitude de momento atinge a Nova Zelândia.[211]
- 27 de dezembro
  - Ativista indiano Hazare inicia nova greve de fome como forma de exigir o endurecimento de lei anticorrupção no país.[212]
  - Cuba concede anistia a 2 900 prisioneiros.[213]
  - Sismo de magnitude 6,6 na escala de magnitude de momento atinge a região da Sibéria na Rússia.[214]

## Prémio Nobel
O Prêmio Nobel é uma premiação instituída por Alfred Nobel, químico e industrial sueco, no seu testamento. Os prémios são entregues anualmente, no dia 10 de dezembro, aniversário da morte do seu criador, para as pessoas que fizeram pesquisas importantes, criaram técnicas pioneiras ou deram contribuições destacadas à sociedade. No ano de 2011, as seguintes pessoas foram contempladas com o prêmio:
| Nome                  | Nacionalidade  | Prêmio Nobel           |
| --------------------- | -------------- | ---------------------- |
| Saul Perlmutter       | Estados Unidos | Física                 |
| Adam Riess            | Estados Unidos | Física                 |
| Brian Schmidt         | Estados Unidos | Física                 |
| Dan Shechtman         | Israel         | Química                |
| Bruce Beutler         | Estados Unidos | Fisiologia ou Medicina |
| Jules Hoffmann        | França         | Fisiologia ou Medicina |
| Ralph Steinman        | Canadá         | Fisiologia ou Medicina |
| Tomas Tranströmer     | Suécia         | Literatura             |
| Ellen Johnson-Sirleaf | Libéria        | Paz                    |
| Leymah Gbowee         | Libéria        | Paz                    |
| Tawakel Karman        | Iêmen          | Paz                    |
| Thomas Sargent        | Estados Unidos | Economia               |
| Christopher Sims      | Estados Unidos | Economia               |

## Epacta e idade da Lua
| Epacta gregoriana | 26 (XXVI) |
| Idade da Lua      | Letra G   |

## Por tema
- 2011 no Brasil
- 2011 na ciência
- 2011 no cinema
- Desastres em 2011
- 2011 no desporto
- Eleições em 2011
- 2011 nos jogos eletrônicos
- 2011 na literatura
- Mortes em 2011
- 2011 na música
- 2011 em Portugal
- 2011 na televisão